# Kalmukkië
Kalmukkië (Kalmuks: Хальмг Таңһч; Xalmg Tañhç; Russisch: Калмыкия; Kalmykia), officiële Russische naam: Republiek Kalmukkië (Russisch: Республика Калмыкия, Respoeblika Kalmykia), soms ook Kalmoekië genoemd, is een autonome republiek van de Russische Federatie, gelegen aan de Kaspische Zee.
Het grenst in het zuiden aan de republiek Dagestan, in het oosten aan de oblast Astrachan en verder nog aan de oblasten Wolgograd, Rostov en Stavropol. Het is de enige boeddhistische staat in Europa. De hoofdstad is Elista. De officiële talen zijn het Kalmuks en het Russisch.
Kalmukkië heeft iets minder dan 300.000 inwoners en meer dan 2,5 miljoen schapen. Het land beslaat bijna 75.000 vierkante kilometer (vergelijkbaar met de Benelux) en bestaat vooral uit steppegrond en woestijn.

## Geschiedenis
De Kalmukken zijn merendeels afstammelingen van leden van de Mongoolse nomadenstam de Dörbet, die zich hier in de 17e eeuw vestigden. De bevolking werd na de Tweede Wereldoorlog door Stalin massaal gedeporteerd naar Siberië. Ongeveer de helft keerde na ruim twintig jaar weer terug.
Aleksej Maratovitsj Orlov is sinds 2010 de president. Daarvoor was vanaf 1993 multimiljonair Kirsan Iljoemzjinov president, die van 1995 tot en met 2018 tevens voorzitter van de internationale schaakfederatie FIDE was. Iljoemzjinov schafte in 1994 de grondwet af en voerde de "Dictatuur van het gezonde verstand" in. Dat betekende dat de president het beleid bepaalde. Hij alleen kon mensen benoemen of ontslaan. In zijn visie werken de mannen, de vrouwen zorgen voor de kinderen, de kinderen schaken en hijzelf zorgt voor de rest. Als de voorzitter van de FIDE organiseerde Iljoemzjinov in 1998 de 33e internationale schaakolympiade in de hoofdstad Elista, waarvoor hij Chess City liet aanleggen.

## Demografie
| 1926    | 1939    | 1959    | 1970    | 1979    | 1989    | 2002    |
| ------- | ------- | ------- | ------- | ------- | ------- | ------- |
| 141.591 | 220.684 | 184.857 | 267.993 | 294.527 | 322.579 | 292.410 |

## Afbeeldingen

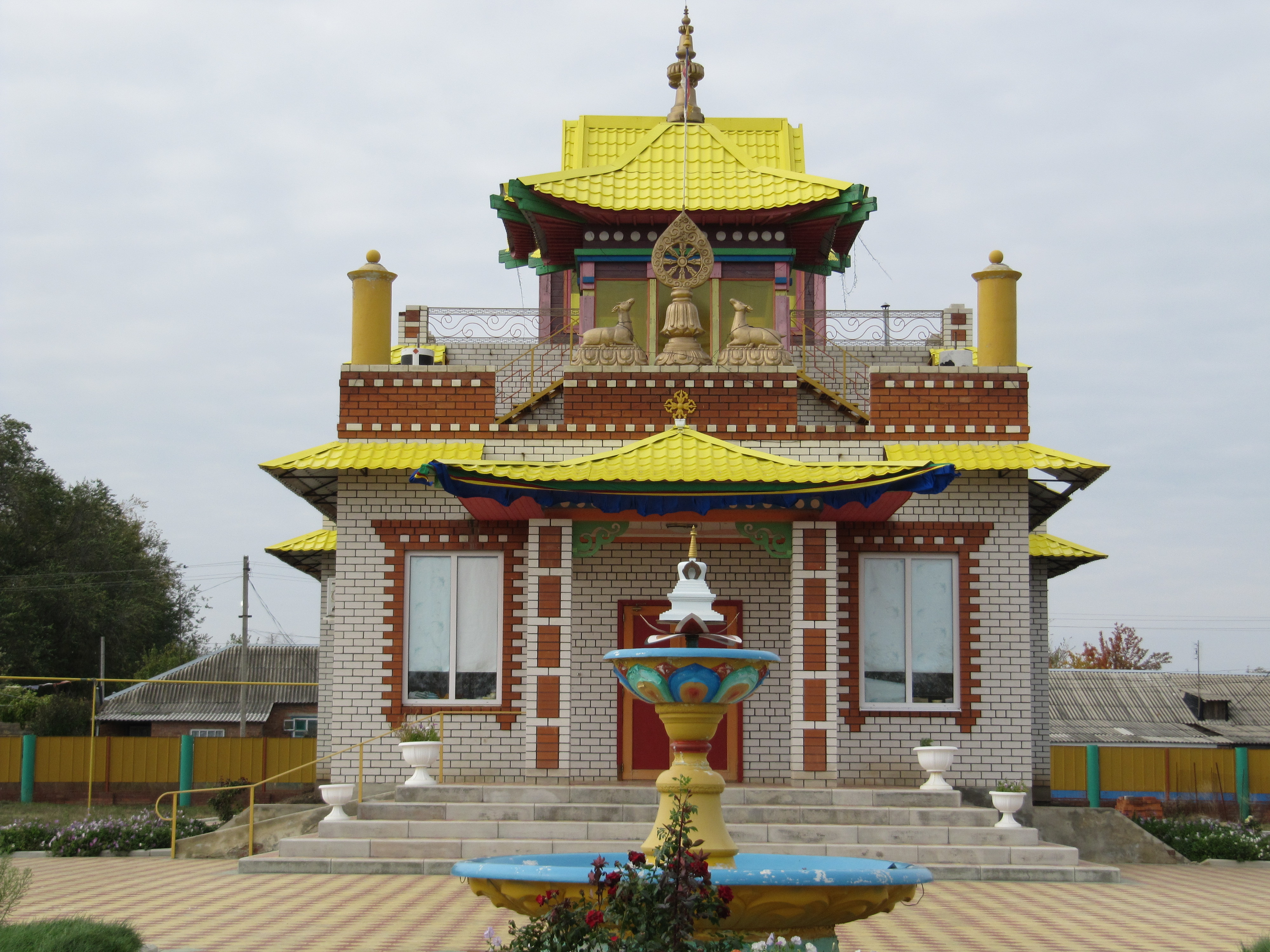
Boeddhistische tempel
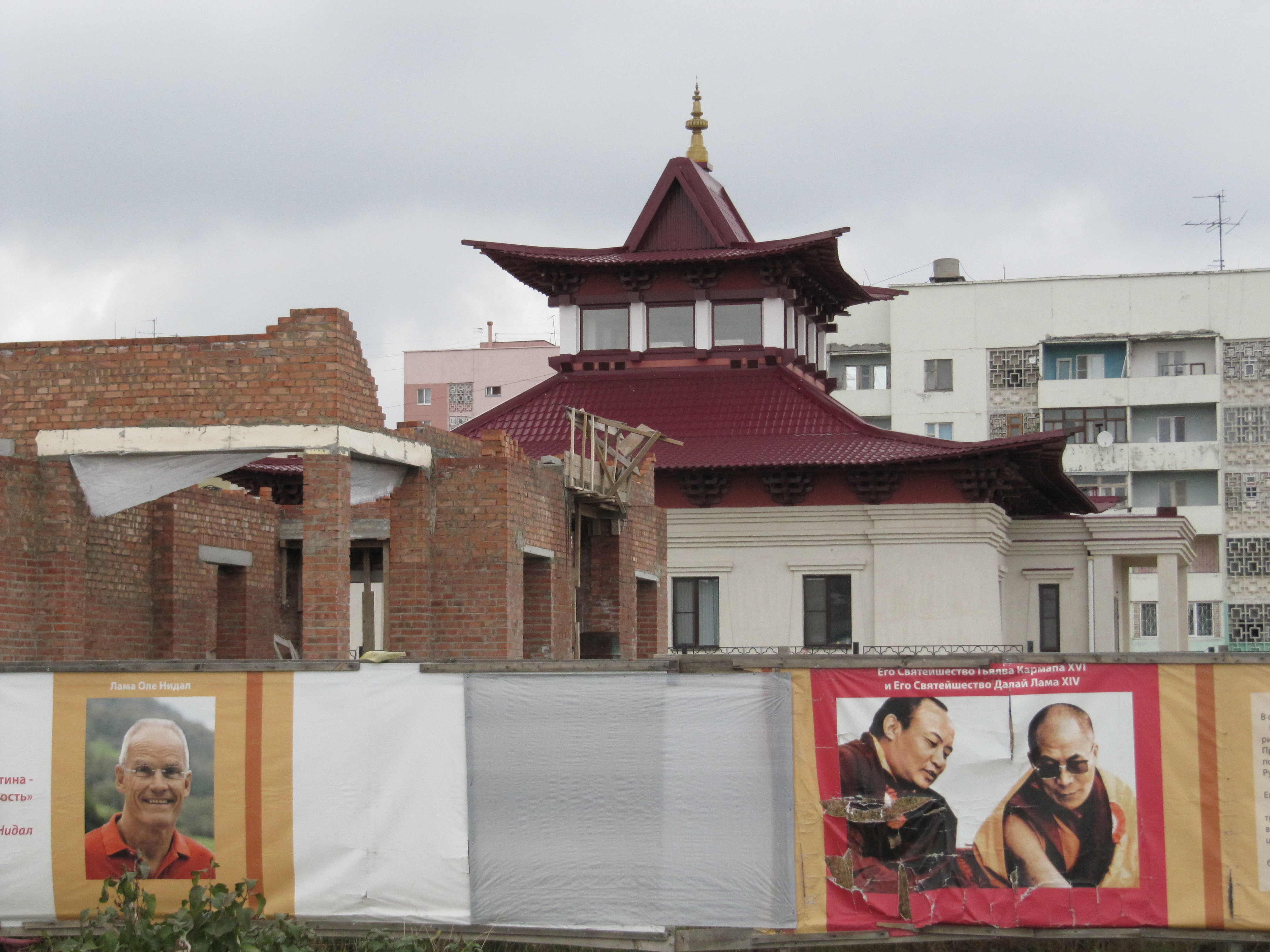
Boeddhistische tempel
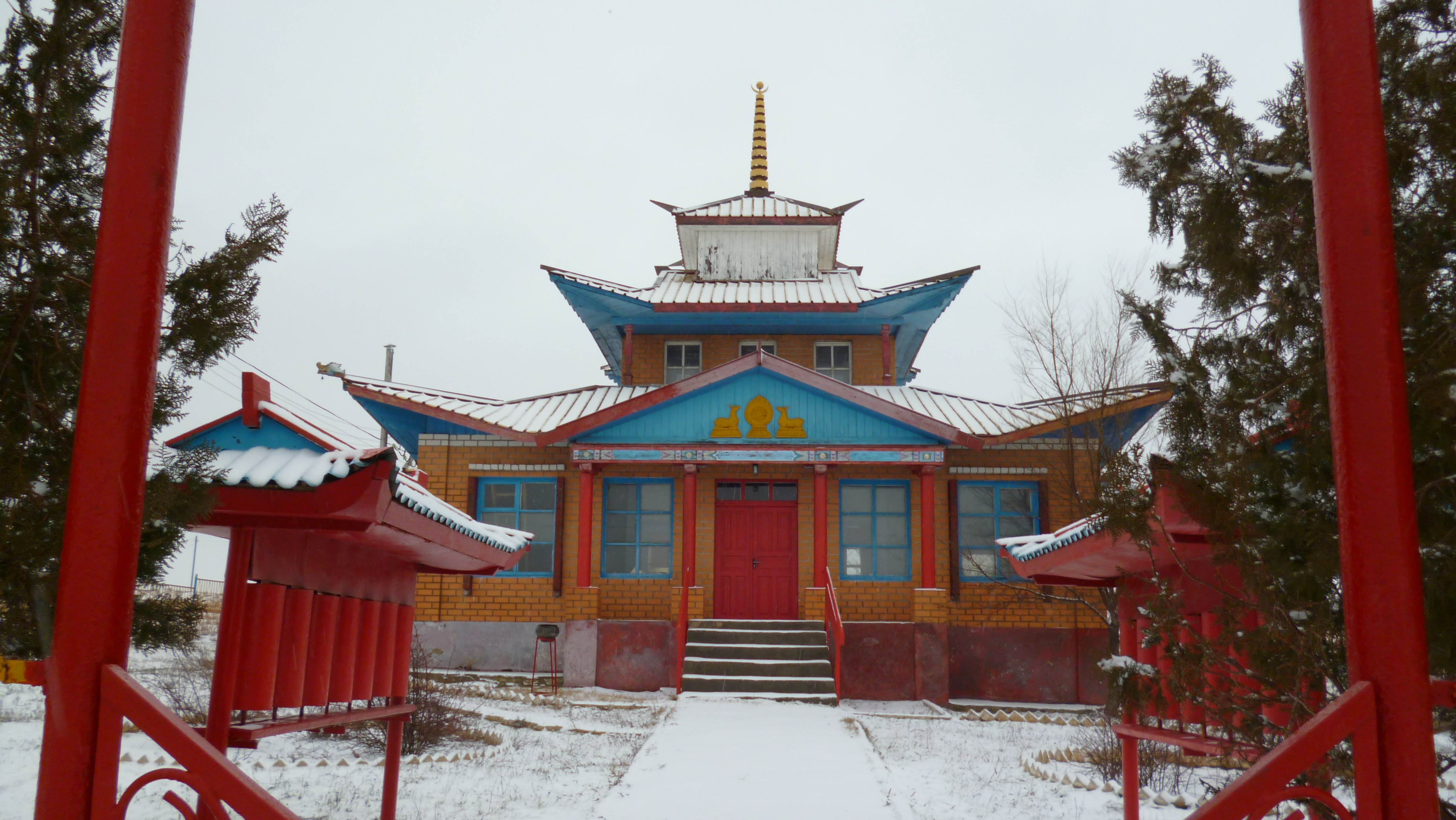
Boeddhistische tempel
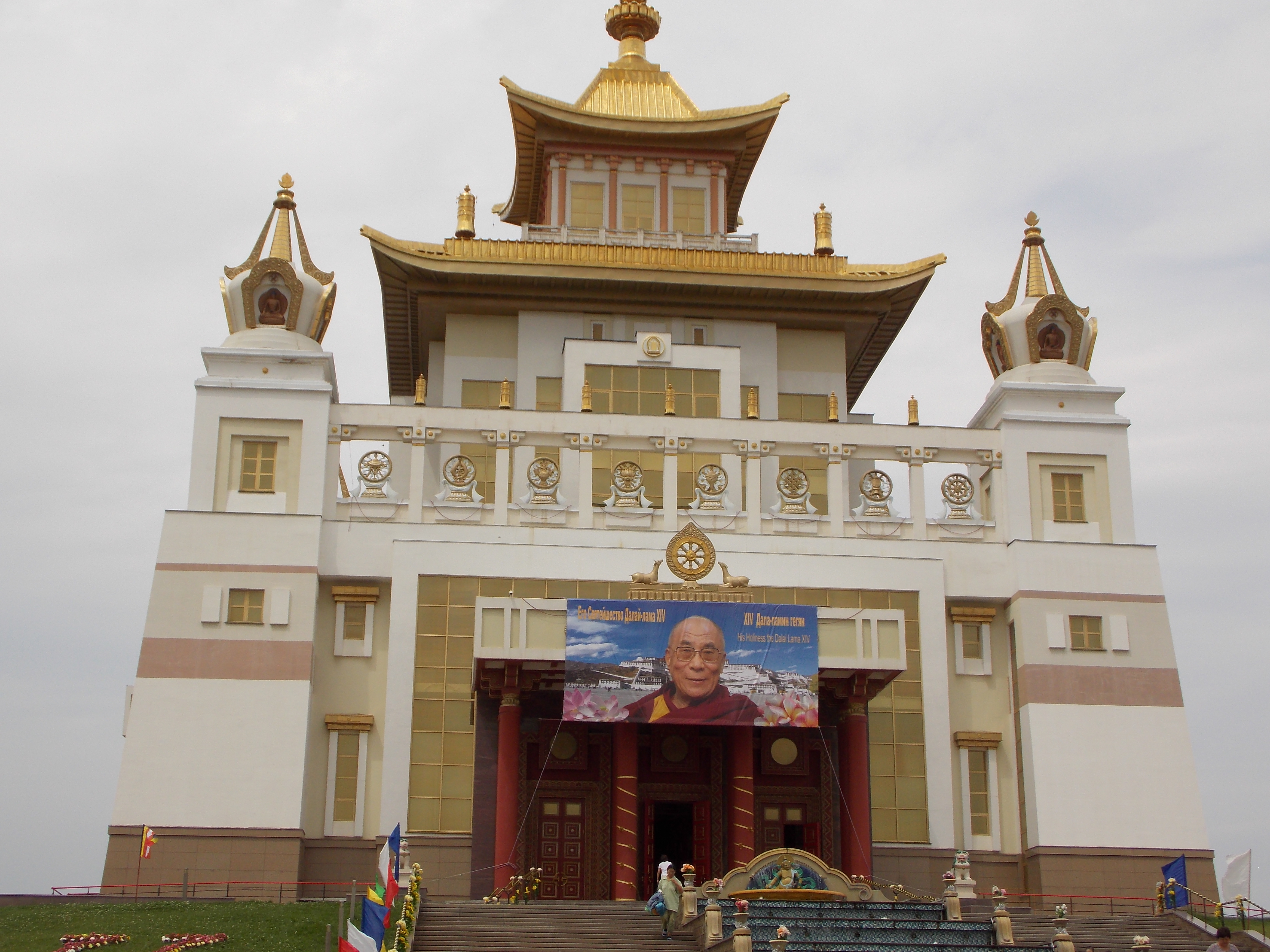
Boeddhistische tempel